# Gerald Wagener

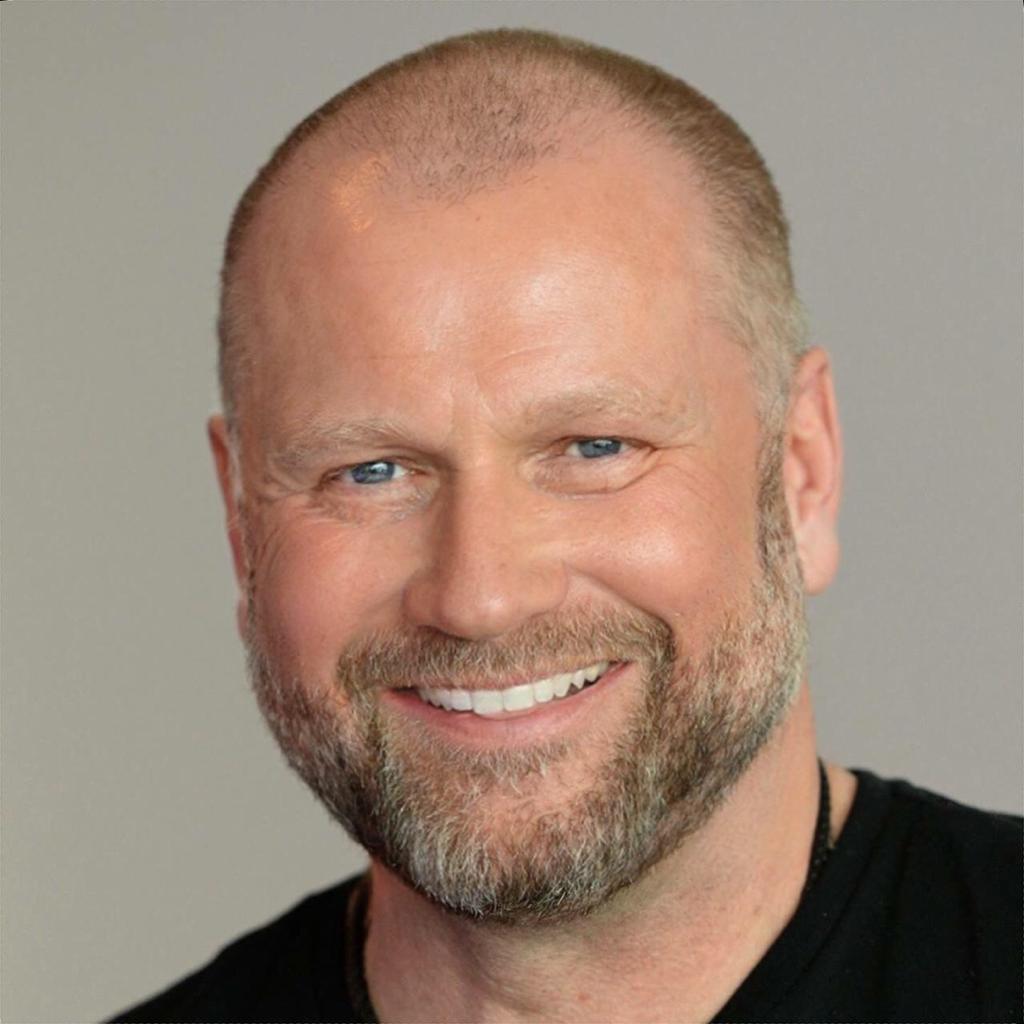
Gerald Wagener, 2021

Gerald Wagener (* 28. Januar 1961 in Husum oder Hann.-Münden) ist ein deutscher Unternehmer.

## Leben
Wagener legte sein Abitur am Sportinternat Bad Sooden-Allendorf ab. Er war als talentierter Sportler Bundessieger „Sprint“ bei Jugend trainiert für Olympia (Bestzeit 10,6 Sekunden / 100 m). Wagener wechselte später zum Bobsport als Anschieber. Er startete unter anderem für den Bob-Club Unterhaching der SpVgg Unterhaching und war mehrfach Teilnehmer bei den Lehrgängen des deutschen Nationalkaders im Bobsport. Seine sportliche Karriere musste er 1989 nach einem schweren Unfall beenden. Parallel zu seiner sportlichen Karriere absolvierte Wagener ein Studium der Betriebswirtschaft.

### Unternehmerische Tätigkeiten
Mit zwei ehemaligen Betreuern der russischen Bob-Mannschaft eröffnete er 1993 das erste deutsche Mode-Geschäft für die Modemarke MCM am Roten Platz in Moskau; bis zu seinem Verkauf 2004 betrieb er über 40 MCM-Geschäfte in Russland und hatte den Generalvertrieb für Russland für die Marken Atomic, Wilson, Burton und Oakley inne.
Wagener ist Eigentümer mehrerer Handelsfirmen. Im Jahr 2007 erwarb er unter anderem die Mehrheit an dem auf glutenfreie Lebensmittel spezialisierten Unternehmen Schneekoppe (Schneekoppe Verwaltungs GmbH, Schneekoppe Nutrition GmbH, Schneekoppe Lifestyle GmbH). die er 2011 wieder verkaufte und 2014 erneut übernahm. 2018 verkaufte er das Unternehmen an den ehemaligen Fußballnationalspieler Philipp Lahm.
2014 war Wagener gemeinsam mit Robert Harting und Torsten Toeller einer der Mitbegründer der Deutschen Sportlotterie. Ebenfalls 2014 erwarb Wagener die Lizenzrechte für Bekleidung, Schuhe und Accessoires der Marke Playmobil.
Einige Jahre lang engagierte sich Wagener als Hauptsponsor beim Basketballverein Düsseldorf Magics, dessen ProA-Lizenz Wagener im Jahr 2009 der Basketballabteilung des FC Bayern München übertrug. Somit konnte der FC Bayern München direkt in der ProA-Liga antreten. Wagener engagierte sich auch als Sponsor mit seinem damaligen Unternehmen Schneekoppe beim FC Bayern München.
2014 war er zeitweise als Investor des Fußballclubs KFC Uerdingen 05 im Gespräch, dementierte aber jegliches Interesse „an irgendeiner Position, noch an einer dauerhaften Einbindung beim KFC“. 2018 zog er sich nach anfänglichem Interesse an einem Umbaubrojekt des Theaterplatzes in Krefeld aus den Verhandlungen zurück. 2019 war er als möglicher Investor bei dem finanziell angeschlagenen Eishockey-Club Krefeld Pinguine im Gespräch.
2003 erwarb er den ehemals als Marberthof und später als Gestüt Taliho in Krefeld bekannten Gutshof, den seine Familie als Gut Auric (in Anspielung auf den James-Bond-Bösewicht Auric Goldfinger) und mit Schwerpunkt für die Pferdeausbildung betreibt. Einige Jahre lang gab es einen Rechtsstreit um Trampelpfade rund ums Gut, die Wagener absperren und umpflügen ließ, da es sich seiner Auffassung nach nicht um „offizielle Wege“ handelte. Das Gut Auric ist auch als „Olympia-Schmiede“ bekannt, da Pferde für Dressurreiter verschiedener Nationen für die Teilnahme an den Olympischen Spielen dort trainiert werden.

### Politisches Engagement
Als 13-Jähriger wurde Wagener Mitglied einer rechtsextremen Pfadfindergruppe, die er mit 16 Jahren wieder verließ. Seine negativen Erfahrungen im rechtsextremen Milieu verarbeitete Wagener als 19-Jähriger in dem von der Demokratischen Verlagskooperative der Jusos verlegten politischen Aufklärungsbuch Ich heisse Gerald Wagener. Ein rechtsradikaler Jugendlicher berichtet: Warum und wie er es wurde, Warum er blieb.
Wagener ist CDU-Mitglied. 2016 diskutierte die CDU Krefeld einen Parteiausschluss Wageners, als dieser den Ableger „Konservativen Kreises Krefeld“ – abgekürzt K3 – gründete mit dem Ziel, die CDU solle die Bundestagswahl 2017 „krachend verlieren, sich von Merkels Positionierung der Partei lösen“. 2017 wurde sich „auf Bewährung“ gegen einen Ausschluss Wageners entschieden. Während des Vorsitzes von Bernd Lucke unterstützte er finanziell die AfD, als die Partei noch eine „eurokritische Professorenpartei“ war. In der Zwischenzeit distanzierte sich Wagener aber öffentlich von der AfD, da nach seiner Aussage „der völkische Flügel von Björn Höcke immer stärker [wird]“. Eine politische Zusammenarbeit mit einer völkisch gefärbten AfD sei für ihn nicht vorstellbar.
Wagener war darüber hinaus Initiator des Krefelder Ablegers des Vereins Werteunion. Im Februar 2020 organisierte er einen Auftritt von Hans-Georg Maaßen beim Verein Werteunion Krefeld. Im März 2020 kündigte er dort seinen Rückzug an und regte zusätzlich die Auflösung des Vereins Werteunion an.
Seit April 2024 ist Wagener Geschäftsführer der Krefelder Mittelstands- und Wirtschaftsunion, die innerhalb der CDU die Interessen von Unternehmern, Betrieben, Selbstständigen und Freiberuflern vertritt.

### Gesellschaftliches Engagement
Gerald Wagener unterstützt in den Städten Hann. Münden und Krefeld wohltätige Zwecke in den Bereichen Kunst, Erinnerungskultur und Soziales.
In seiner Wahlheimat Krefeld spendete Wagener im Jahr 2011  Wagener insgesamt 100.000 Euro an die Krefelder Seniorenhilfe und die Krefelder Familienhilfe. 2016 finanzierte er die Einrichtung eines Seniorentreffpunktes mit Mittagstisch in der Krefelder Innenstadt. 2023 unterstützte Wagener die Arbeit der Krefelder Hilfsorganisation „Die Wiege“ mit 20.000 Euro, welch sich unter Schirmherrschaft von Schlagersängerin Andrea Berg der Direkthilfe von Familien mit Kindern im Wachkoma und Erkrankungen, die einen Hospizaufenthalt notwendig machen, verschrieben hat.
In seiner Heimatstadt Hann. Münden unterstütze Wagener die 2024 abgeschlossene Erweiterung des AWO-Hospiz durch mehrere Spenden mit einem Betrag von insgesamt 40.000 Euro.
Im Jahr 2016 sicherte Wagener mit einer Leihgabe an die Adolf-Luther-Stiftung den langfristigen Verbleib von elf Skulpturen des Krefelder Künstlers Adolf Luther in der Stadt.
Wagener stiftete 2016 vier Stolpersteine zur Erinnerung an jüdische Vorbesitzer des von ihm erworbenen Haus Schönhausen in Krefeld, die während des Nationalsozialismus verfolgt wurden. Als diese 2018 von Neonazis beschmiert wurden, lobte er eine Belohnung in Höhe von 1000 Euro für Hinweise, die zur Ergreifung der Täter führen aus.